# Ricardo Waddington
Ricardo Capille Waddington (Río de Janeiro, 22 de diciembre de 1960) es un director de televisión brasileño. Es uno de los principales directores de núcleo de la Rede Globo.

## Vida personal
Es hermano del cineasta Andrucha Waddington. El 8 de diciembre de 1982 se casó con la actriz Lídia Brondi y se divorció en abril de 1987. La pareja tiene una hija llamada Isadora. Comenzó en televisión como asistente de dirección de Paulo Ubiratan en Champagne (1983) y Transas e Caretas (1984) y de Dennis Carvalho en Corpo a Corpo (1984). Asumió su primera dirección general en la polémica Mandala (1987), de Dias Gomes, adaptación de la pieza Édipo Rei, de Sófocles. En 1994 se casó con la actriz Helena Ranaldi y se separó en 2004. La pareja tiene un hijo llamado Pedro. Cuando estuvo casado con Helena, Ricardo dirigió las novelas Olho no Olho (1993), Quatro por Quatro (1994), Anjo de Mim (1996), Lazos de familia (2000), Coração de Estudante (2002), Mujeres apasionadas (2003), y recientemente en La favorita (2008), además de la miniserie Presença de Anita (2001). Estos trabajos fueron algunos que rindieron varios premios de televisión al director. Recientemente, se destacan sus trabajos en especial Por Toda Minha Vida (2006), en la miniserie A Cura (2010) y en Cuento encantado (2011) y especialmente Avenida Brasil (2012). Actualmente, asume la dirección general y de núcleo del programa Amor & Sexo y de la novela Boogie Oogie.

## Trabajos en televisión

### Telenovelas
- 1985/1986 - De Quina Pra Lua - dirección
- 1986 - Selva de Pedra - dirección
- 1986/1987 - Roda de Fogo - dirección
- 1987 - O Outro - dirección general
- 1987/1988 - Mandala - dirección y dirección general
- 1988 - Vale Tudo - dirección
- 1990/1991 - Meu Bem, Meu Mal - dirección
- 1991 - O Dono do Mundo - dirección
- 1993/1994 - Olho no Olho - dirección y dirección general
- 1994/1995 - Quatro por Quatro - dirección y dirección general
- 1995/1996 - História de Amor - dirección y dirección general
- 1996/1997 - Anjo de Mim - dirección y dirección general
- 1997/1998 - Por Amor - dirección general y núcleo
- 1999 - Suave veneno - dirección general y núcleo
- 2000/2001 - Lazos de familia - dirección general y núcleo
- 2002 - Corazón de estudiante - dirección general y núcleo
- 2003 - Mujeres apasionadas - dirección general y núcleo
- 2004 - Cabocla - dirección de núcleo
- 2005/2006 - Bang Bang - dirección de núcleo
- 2006 - Niña moza - dirección de núcleo
- 2006/2007 - Pé na Jaca - dirección y dirección de núcleo
- 2008 - La favorita - dirección general y núcleo
- 2009/2010 - Cuna de gato - dirección de núcleo
- 2011 - Cuento encantado - dirección de núcleo
- 2012 - Avenida Brasil  - dirección de núcleo
- 2013 - Preciosa perla - dirección de núcleo
- 2013 - Além do Horizonte - dirección de núcleo
- 2014 - Boogie Oogie - dirección general y núcleo

### Series y miniseries
- 1990 - Delegacia de Mulheres - dirección
- 1993 - Sex Appeal - dirección y dirección general
- 1999/2001/2008/2010 - Malhação - dirección general y núcleo
- 2001 - Presença de Anita - dirección general y núcleo
- 2005 - Mad Maria - dirección general y núcleo
- 2010 - A Cura - dirección general y núcleo
- 2012 - O Brado Retumbante - dirección de núcleo
- 2013 - El canto de la Sirena - dirección de núcleo
- 2014 - Amores Robados - dirección de núcleo

### Programas
- 2006/2009 - Por Toda Minha Vida
- 2009/2014 - Amor & Sexo - dirección general y núcleo
- 2013 - Video Show - núcleo
- 2014 - Criança Esperança - núcleo
- 2014 - Show da Virada - núcleo
- 2015 - Carnaval Globeleza 2015 - núcleo